# 韓接祖
韓接祖（1584年—1645年），字式轂，號湛中，山西平阳府洪洞縣人，明朝政治人物。

## 生平
崇祯九年（1636年）丙子科山西鄉試第四名舉人，崇禎十年（1637年），登丁丑科會試第一百十五名，廷試三甲二百二十五名进士。吏部观政，十二年四月授邢台知县，十七年補繁昌知縣，弘光元年（1645年）考选刑科給事中。

## 家族
曾祖韩士实，庠生、儒官；祖韩廷镒，庠生；父韩景禹，祖忠定公祠奉祀生员。